# Álpin Ier
Álpin de Dalriada ou Álpin mac Echdach roi des Pictes de 726 à 728 puis roi des Scots de Dalriada de 733 à 736 (?).

## Origine
Álpin est considéré comme le fils d'Eochaid mac Domangairt Marjorie Ogilvie Anderson estime en effet qu'une sœur anonyme des rois pictes Bredrei et Nechtan aurait épousé Eochaid de Dal Riata dont deux fils Drest et Alpin.

## Roi des Pictes
La Chronique Picte attribue à Alpin un règne de 5 ans, conjointement avec son prédécesseur Drust. Il apparaît donc d'abord comme un prétendant à la royauté suprême des Pictes lorsqu'il défait le roi Drust en 726 et règne à sa place.
Sa souveraineté sur les pictes se termine au bout de deux ans lorsqu'il est vaincu par Oengus Ier mac Fergusa à Monidcroib, identifié à Moncreiffe ou Montcrieff Hill dans l'angle formé par le confluant de l'Earn et du Tay près de Perth, et que son fils est tué.  Il semble qu'Alpin perde définitivement son pouvoir sur les pictes au moment de sa défaite à Caisel Craidi (castellum Credi) et qu'il doit abandonner, sans doute son royaume régional en 728.

## Roi des Scots
Alpin après avoir perdu tout espoir de rétablissement chez les pictes aurait régné sur le Dalriada à la suite d'Eochaid mac Echdach. Il semble en effet qu'Alpin ait été de la ligne royale de Dalriada car son père  nommé Echdach ou Eochaid dans les listes royales devait être Eochaid mac Domangairt du Cenél Gabhrain.
Son nom apparaît également dans les Synchronismes de Flann Mainistreach entre les règnes de Dúngal mac Selbaich  et de Muiredach mac Ainbcellaich du Cenél Loairn, c'est-à-dire entre 726 et 733. Le Duan Albanach lui attribue quant à lui un règne de 4 ans.

## Sources
- (en) Alfred P. Smyth, Warlords and Holy Men Scotland ad 80~1000, Edinburgh, Edinburgh University Press, 1984, 279 p. (ISBN 0748601007), p. 72-75.
- (en) Ann Williams,Alfred P. Smyth, D P Kirby, A Bibliographical Dictionary of Dark Age Britain (England, Scotland and Wales c.500-c.1050), Londres, Seaby, 1991, 253 p. (ISBN 1 852640472), p. 45.
- (en) Marjorie Ogilvie Anderson, Kings and Kingship in Early Scotland, Edinburgh, John Donald Birlinn Ltd, 3e réédition, 2011 (ISBN 9781906566302).
- (en) J.P.M. Calise, Pictish Sourcebook, Documents of Medieval Legend and Dark Age History, Londres, Greenwood Press, 2002, 365 p. (ISBN 0-313-32295-3), p. 219.
- (en) William Arthur Cumming, The Age of the Picts, Stroud, Sutton Publishing, 1998 (ISBN 0-7509-1608-7).